# Who's That Girl (film)
Pour les articles homonymes, voir Who's That Girl.
Pour plus de détails, voir Fiche technique et Distribution.
Who's That Girl est une comédie américaine réalisée par James Foley, sortie en 1987.

## Synopsis
Nikki Finn est restée quatre ans derrière les barreaux d'une cellule pour un crime qu'elle n'a pas commis. Son obsession première est donc de retrouver le véritable coupable, et ce dès sa sortie de prison. Elle embarque avec elle dans son périple l'avocat chargé de l'escorter à la gare routière et un cougar en voie d'extinction.

## Fiche technique
- Titre original et français : Who's That Girl
- Réalisation : James Foley
- Scénario : Andrew Smith et Ken Finkleman
- Direction artistique : Ida Random
- Décors : Donald B. Woodruff
- Costumes : Deborah Lynn Scott
- Photographie : Jan de Bont
- Montage : Pembroke J. Herring
- Musique : Stephen Bray
- Production : Rosilyn Heller et Bernard Williams
- Sociétés de production : Guber-Peters Company ; Warner Bros. Pictures (coproduction)
- Société de distribution : Warner Bros. Pictures
- Pays d’origine :  États-Unis
- Langue originale : anglais
- Format : couleur - Dolby - 35 mm - 1.85:1
- Genre : comédie
- Durée : 90 minutes
- Dates de sortie :
  - États-Unis : 7 août 1987
  - France : 18 novembre 1987
- Version française réalisée par[réf. nécessaire]:
  - Société de doublage : Karina Films
  - Adaptation des dialogues : Sylvain Dahan et Philippe Novikoff

## Distribution
- Madonna (VF : Laurence Crouzet) : Nikki Finn
- Griffin Dunne (VF : Dominique Collignon-Maurin) : Gontran Trott
- Haviland Morris (VF : Anne Rondeleux) : Wendy Worthington
- John McMartin (VF : Serge Lhorca) : Simon Worthington
- Bibi Besch (VF : Marion Loran) : Madame Worthington
- John Mills (VF : Georges Aubert) : Montgomery Bell
- Robert Swan (VF : Mario Santini) : l'inspecteur Bellson
- Drew Pillsbury : l'inspecteur Doyle
- Coati Mundi : Raoul
- Dennis Burkley (VF : Michel Vocoret) : Benny
- Sean Sullivan (VF : Gilles Laurent) : le trafiquant d'armes
- Albert Popwell (VF : Pierre Saintons) : le président du comité de liberté conditionnelle
- Alice Nunn (en) (VF : Paula Dehelly) : la membre du comité de liberté conditonnelle

## Production

### Développement
Après l'échec commercial de son film Shanghai Surprise en 1986, Madonna décide de signer pour une comédie intitulée Slammer (terme familier pour désigner la prison en anglais), dont le nom est, plus tard, changé en Who's That Girl. Elle doit cependant convaincre Warner Bros. et les producteurs du film qu'elle est prête pour le projet. Madonna suggère son ami James Foley pour réaliser le film[réf. nécessaire].
Le tournage se tient à New York, d'octobre 1986 à mars 1987 avec une pause en décembre à cause de la neige[réf. nécessaire]. Madonna a utilisé ce laps de temps pour travailler sur sa prochaine tournée mondiale et la bande originale du film[réf. nécessaire].

### Musique
Pour accompagner la sortie du film, une bande originale est publiée par Sire Records le 21 juillet 1987. Madonna y contribue avec quatre chansons écrites en tandem avec Patrick Leonard (Who's That Girl, The Look of Love) et Stephen Bray (Causing a Commotion et Can't Stop). Who's That Girl, Causing a Commotion et The Look of Love sortiront en single et seront ensuite interprétées lors de la première tournée mondiale de Madonna, le Who's That Girl Tour.

## Accueil

### Sortie
Le film est sorti aux États-Unis le 8 août 1987, avec la première organisée à Times Square. Lors de l'événement, Madonna s'est rappelée son arrivée dans ce même endroit huit ans plus tôt avec seulement trente-cinq dollars en poche. La promotion du film a bénéficié du Who's That Girl Tour, la première tournée mondiale de Madonna, qui a reçu un accueil critique et commercial chaleureux et rapporté 25 millions de dollars. Notons que la tournée a attiré plus d'1,5 million de spectateurs.

### Critique
Who's That Girl s'est révélé être un échec critique et commercial : le film et le travail de James Foley a énormément déçu les critiques, certains allant jusqu'à le désigner comme l'un des pires films jamais produits. Cependant, certains ont loué le talent de Madonna pour la comédie. Pour sa sortie, Who's That Girl a été projeté dans 944 cinémas américains pour un bénéfice de 2,5 millions de dollars pour sa première semaine d'exploitation. Le film a rapporté finalement 7,3 millions de dollars, en particulier en provenance du public européen.
En revanche, la bande originale du film a eu plus de succès : trois des chansons de Madonna sont sorties en singles : Who's That Girl, Causing a Commotion et The Look of Love. Elle s'est vendue à 6 millions d'exemplaires dans le monde.

### Box-office
- États-Unis :  7,3 millions de dollars américains[1]
- France : 818 940 entrées[1]

## Distinctions

### Récompenses
- ASCAP Film and Television Music Awards (1987) : Meilleure musique de film pour la chanson Who's That Girl écrite par Madonna et Patrick Leonard
- 8e cérémonie des Razzie Awards (1988) : Razzie Award de la pire actrice pour Madonna
- 20e cérémonie des Razzie Awards (2000) : Razzie Award de la pire actrice du siècle pour Madonna (également pour Shanghai Surprise, Body etc.)

### Nominations
- 8e cérémonie des Razzie Awards (1988) :
  - Razzie Award du pire film
  - Razzie Award du pire réalisateur pour James Foley
  - Razzie Award du pire scénario
  - Razzie Award de la pire chanson originale pour la chanson El Coco Loco (So, So Bad) écrite par Coati Mundi
- 45e cérémonie des Golden Globes (1988) : Golden Globe de la meilleure chanson originale pour Who's That Girl
- 30e cérémonie des Grammy Awards (1988) : Grammy Award de la meilleure chanson écrite pour les médias visuels pour Who's That Girl
- 10e cérémonie des Razzie Awards (1990) : Razzie Award de la pire actrice de la décennie pour Madonna (également pour Shanghai Surprise)